# Oskar Höfinger

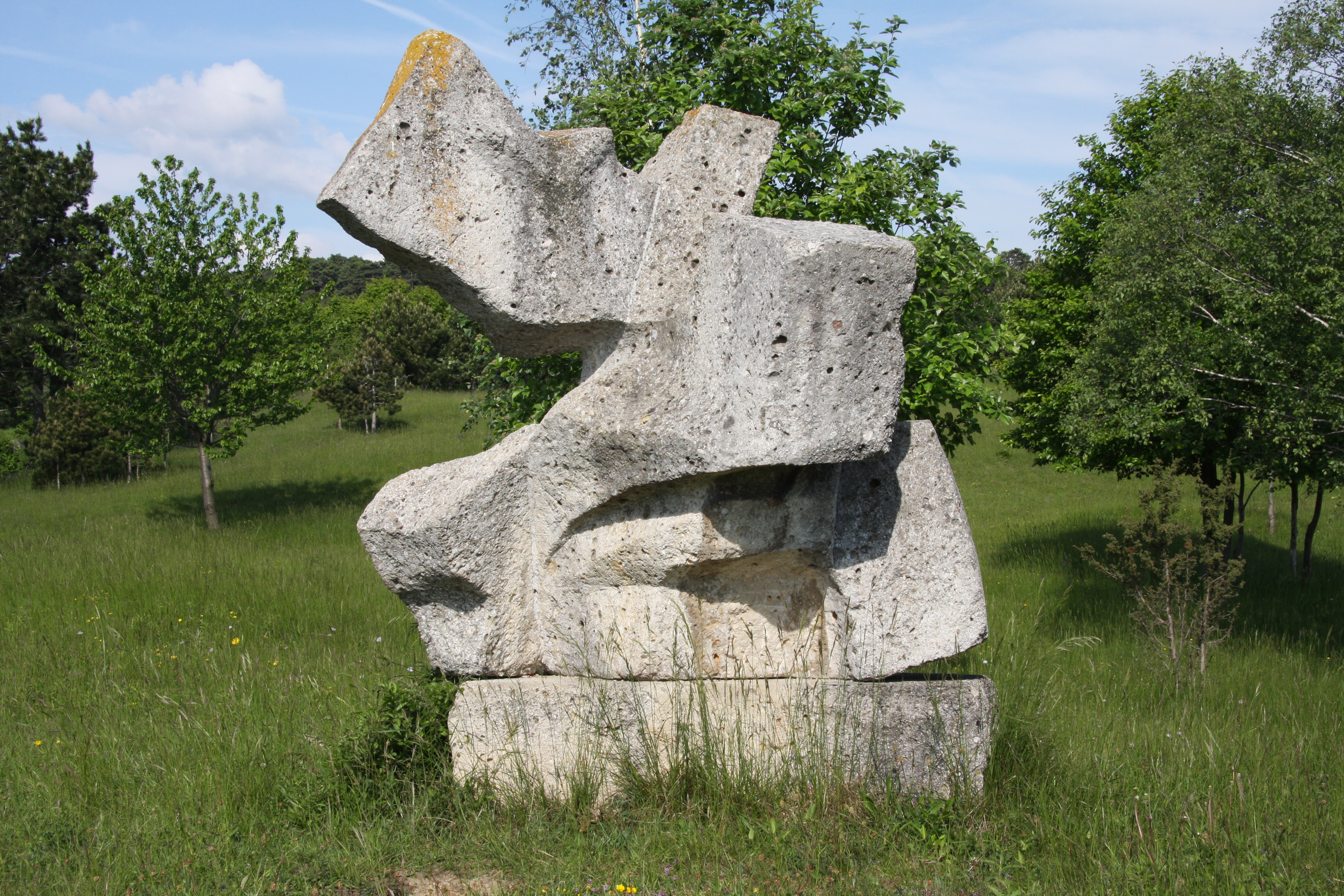
Skulptur Botschaft, geschaffen auf dem Bildhauersymposion Lindabrunn (1968) (Foto: 2010)

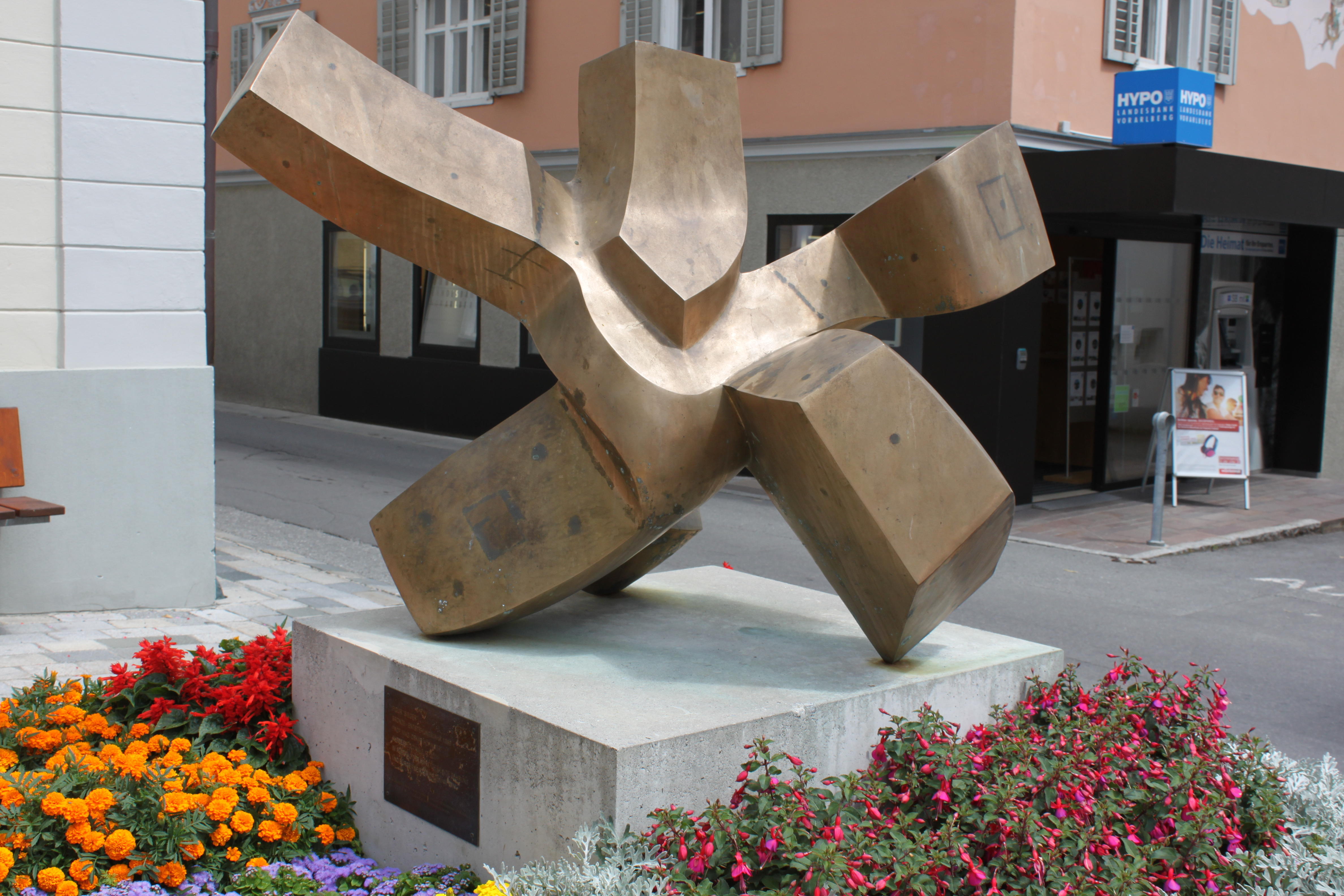
Figur Sieger aus 1969 in Schruns seit 2009 (Foto: 2013)

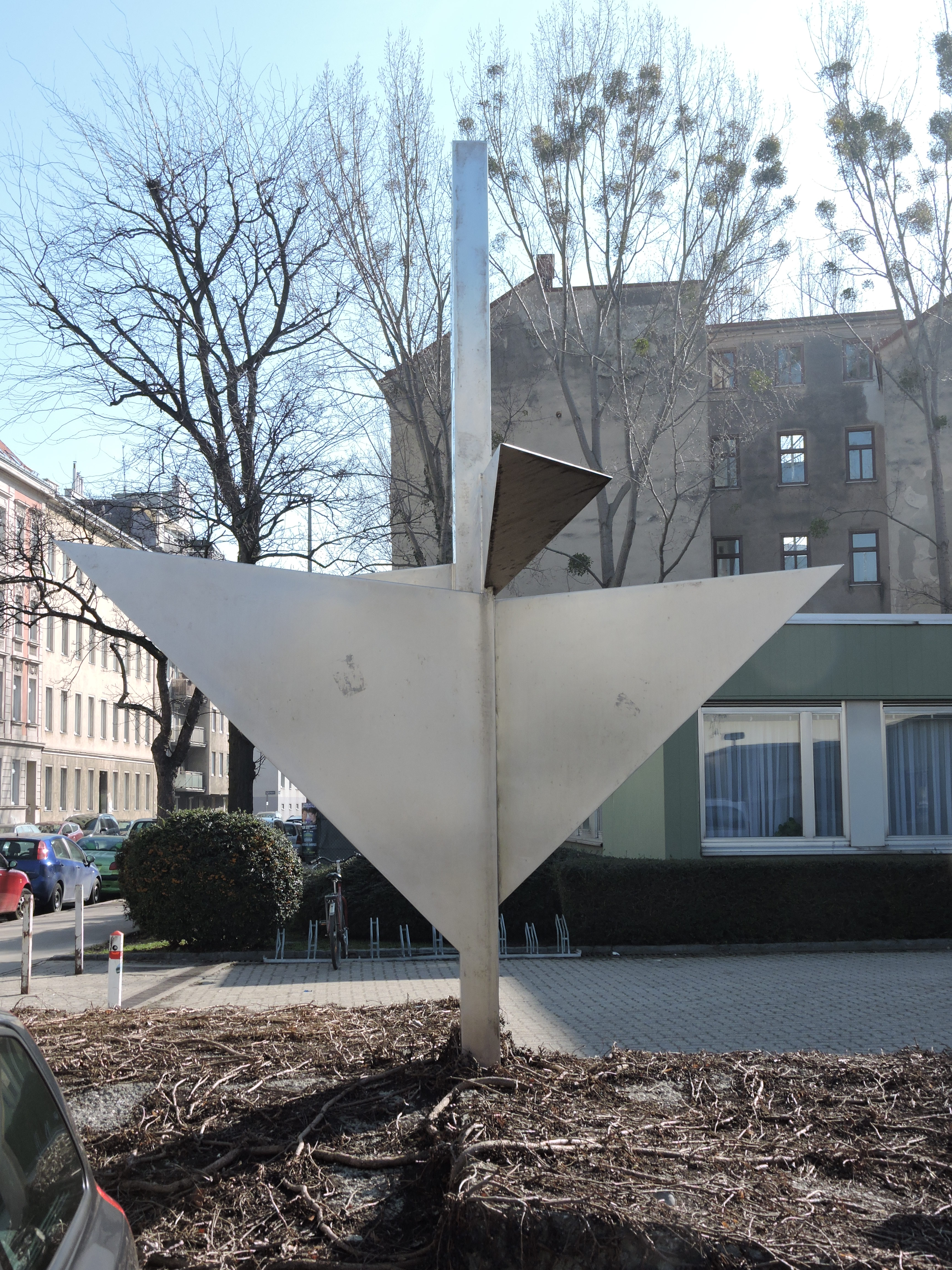
Metallplastik „Disziplin“ Patrizigasse 2, Wien 21. (Foto: 2015)

Oskar Eberhard Höfinger (* 2. April 1935 in Golling an der Erlauf, Niederösterreich; † 22. März 2022 in Wien) war ein österreichischer Bildhauer, Maler und Zeichner.

## Leben und Werk
Oskar Höfinger machte von 1950 bis 1952 eine Lehre zum Keram-Modelleur bei dem Bildhauer Hans Scheibner in der Keramik- und Schamottfabrik Rath von August Rath in Krummnußbaum. Danach besuchte er von 1952 bis 1956 die Fachschule für Holz- und Steinbildhauerei in Hallein bei Rudolf Scherrer. Ab 1956 studierte er an der Akademie der Bildenden Künste Wien anfangs bei Hans Andre und ab 1959 bei Fritz Wotruba und schloss sein Studium 1961 ab.
Höfinger war 1960 Preisrichter an der Galerie Junge Generation in Wien, wo er auch ausstellte. 1961 und 1962 nahm er am Symposion Europäischer Bildhauer von Karl Prantl in Sankt Margarethen im Burgenland und 1967 und 1968 am Bildhauersymposion Lindabrunn von Mathias Hietz in Enzesfeld-Lindabrunn teil.
Oskar Höfinger lebte und arbeitete in Wien und erarbeitete seine Werke in Holz, Eisen, Stahl, Sandstein, Granit und Marmor. Er starb wenige Tage vor seinem 87. Geburtstag am 22. März in einem Wiener Krankenhaus. Er wurde am Wiener Zentralfriedhof bestattet.

## Auszeichnungen
- 1957 und 1959: Fügerpreis (Silbermedaille)
- 1968: Förderungspreis der Niederösterreichischen Landesregierung
- 1971: Förderungspreis der Stadt Wien
- 2016: Goldenes Verdienstzeichen des Landes Wien

## Werke (Auswahl)
- Nibelungenbrunnen (1960/61), Pöchlarn
- Sphärisch-Kreatürlich (1967), Florian-Hedorfer-Straße in Wien
- Botschaft (1968), Skulpturenpark Symposion Lindabrunn in Enzesfeld-Lindabrunn
- Faszination (1973/74), Per-Albin-Hansson-Siedlung Ost in Wien
- Sturz (1977), Adalbert-Stifter-Straße in Wien
- Disziplin (1976/78), Patrizigasse 2 in Wien 21
- Handel und Verkehr (1977/1978),[3] Donaubrücke in Krems an der Donau
- Leben (1978), Schladming
- Aufstrebende Figur (1978), Markomannenstraße in Wien
- Durchdringung (1985), Dorotheergasse in Wien
- Ziegelschupferinnen (1985), Rosenhügelstraße / Wundtgasse in Wien
- Jetzt (1986), Österreichischer Skulpturenpark in Unterpremstätten
- Reliquienaltar Clemens M. Hofbauer (1987), Kirche Maria am Gestade in Wien
- Fußballer (1997), Stadion in Graz
- Hommage an die Musik (1970/2006), Europaplatz in Wien
- Heiliger Michael (2008), Pfarrkirche in Wullersdorf
- Heiliger Georg (2009/10), Donaubrücke Traismauer
- Altarraum der Katharinenkapelle des Priesterseminars Leopoldinum in Heiligenkreuz (Niederösterreich)[4]

## Fotos

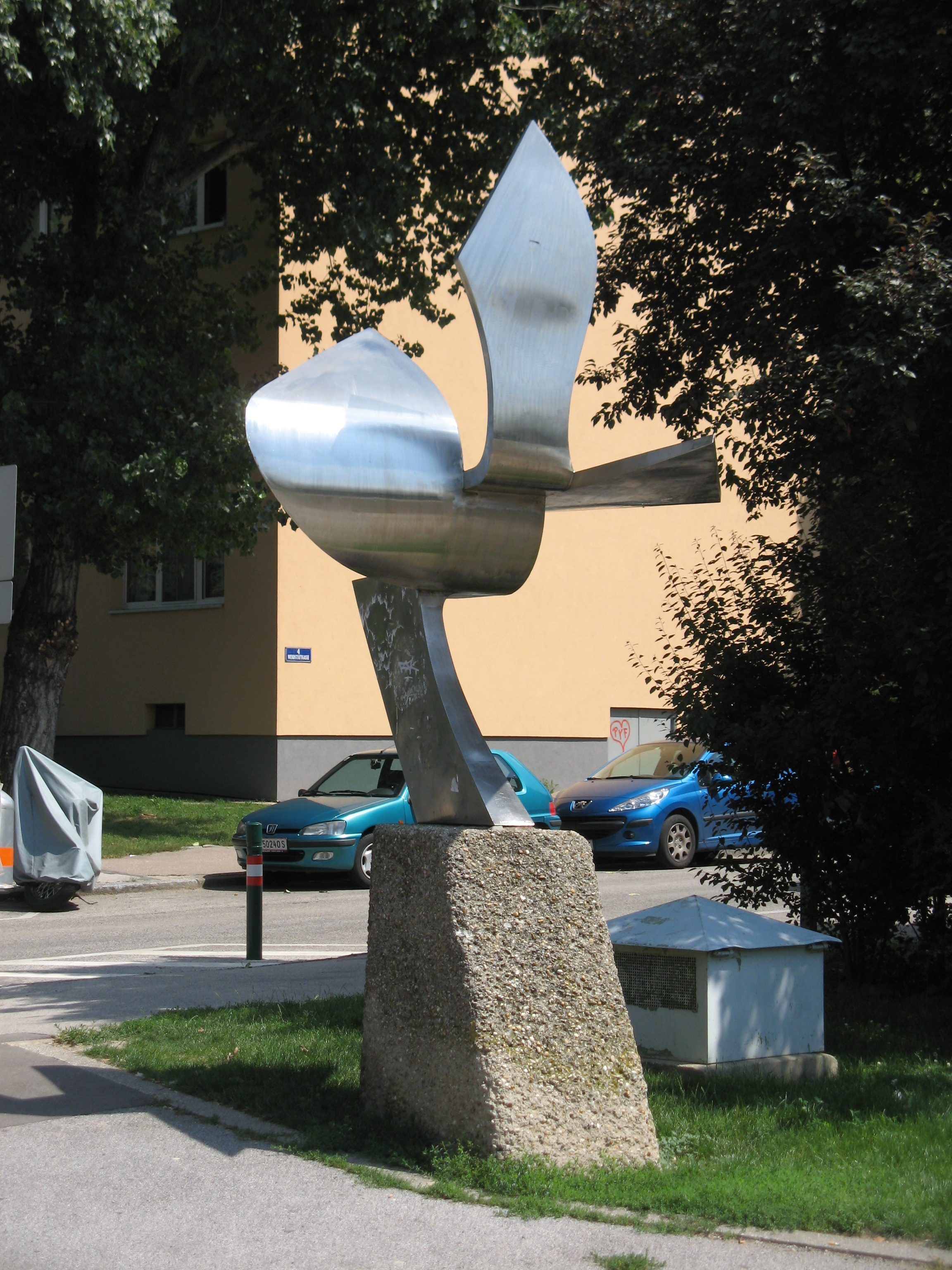
Faszination (1973/1974)
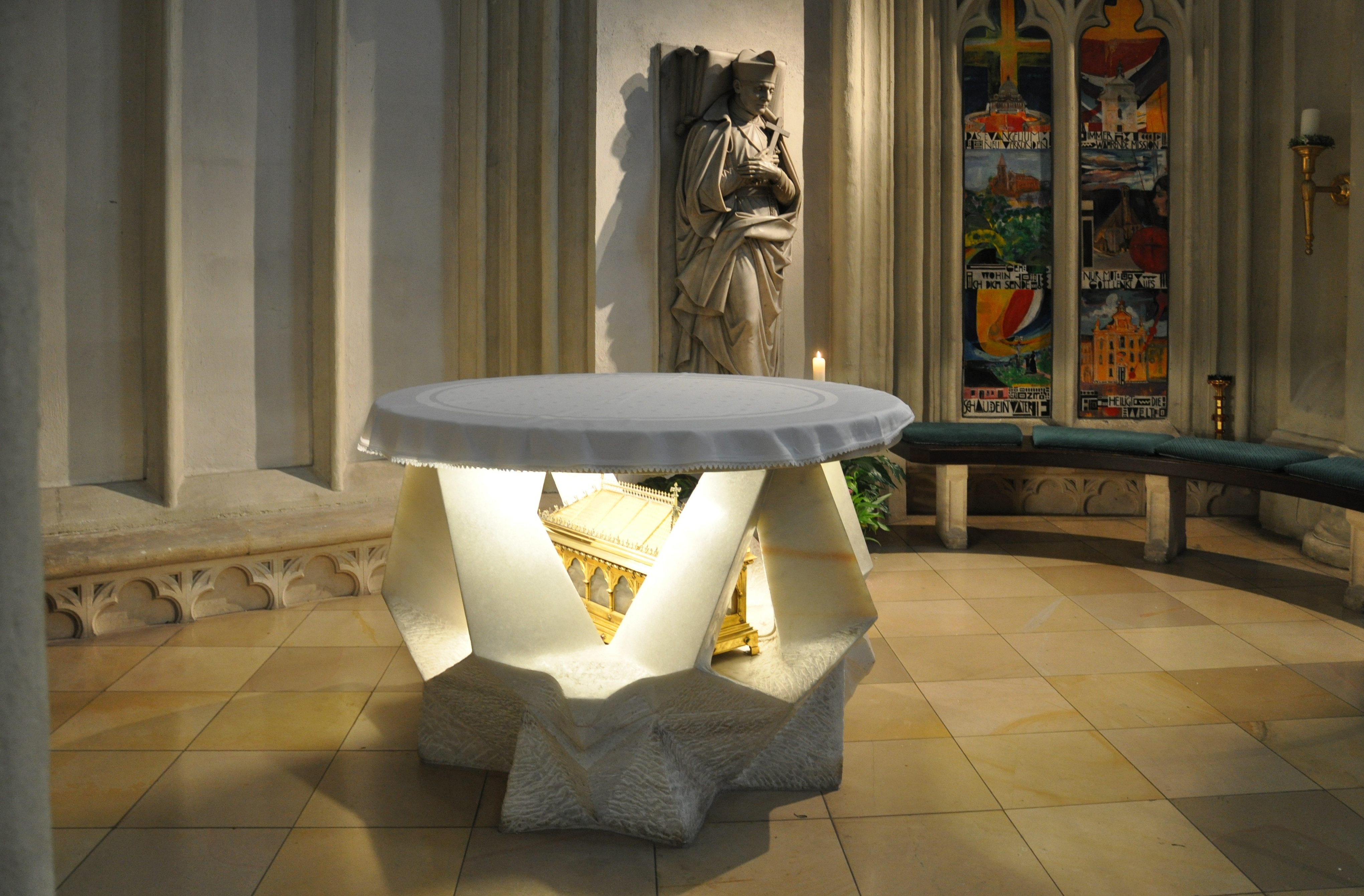
Reliquienaltar (1987)